# 拉戈茲基冰川
80°2′S 157°45′E / 80.033°S 157.750°E
拉戈茲基冰川（英語：Ragotzkie Glacier）是南極洲的冰川，位於奧次地，處於不列顛嶺地區，全長約18公里，流經奧爾德里奇山西面，最終注入哈瑟頓冰川，現時由南極條約體系管理。